# Російсько-шведські війни
Термін Російсько-шведська війна (Московсько-шведська війна) може бути застосований щодо будь-якої війні, в якій Московське царство (пізніше Російська імперія) і Швеція воювали між собою.
Хронологія:
- Московсько-шведська війна (1554—1557)
- Московсько-шведська війна (1590—1595)
- Лівонська війна (1558—1583)
- Шведсько-московська війна (1610—1617)
- Московсько-шведська війна (1656—1658)
- Велика Північна війна (1700—1721)
- Російсько-шведська війна (1741—1743)
- Російсько-шведська війна (1788—1790)
- Російсько-шведська війна (1808—1809)